# Гриб Іван Євдокимович
Іван Євдокимович Гриб (4 березня 1911—23 січня 1987) — командир взводу кулеметної роти гвардійського окремого навчального батальйону 73-ї гвардійської стрілецької дивізії 7-ї гвардійської армії Степового фронту, гвардії молодший лейтенант. Герой Радянського Союзу.

## Біографія
Іван Євдокимович народився 4 березня 1911 року в селі Новоіванівка Белебеївського повіту Уфимської губернії Російської імперії (нині Давлекановського району Республіки Башкортостан Російської Федерації) в сім'ї селянина. Росіянин.
У 1929 році закінчив Давлекановську дев'ятирічку з педагогічним ухилом. Потім закінчив фінансово-економічний інститут в Уфі. З 1933 по 1935 роки служив в армії в артдивізіоні. Працював головним бухгалтером автобази м. Бійськ Алтайського краю.
7 квітня 1941 року призваний на 2-місячні збори. З початком Другої світової війни на фронті в званні рядового другого взводу третьої роти будівельного батальйону.
В 1943 закінчив Одеське військове піхотне училище. Після закінчення училища направлений в 73-ю гвардійську Сталінградську стрілецьку дивізію командиром кулеметного відділення навчального батальйону. Член КПРС з 1943.
З 1946 капітан Гриб — у відставці. Жив у м. Слов'янськ Донецької області УРСР. Працював диспетчером на заводі.
Помер 23 січня 1987 року. Похований на Північному кладовищі в місті Слов'янську.

## Подвиг
Командир взводу кулеметної роти гвардійського окремого навчального батальйону 73-ї гвардійської стрілецької дивізії 7-ма гвардійська армія, Степовий фронт) гвардії молодший лейтенант Гриб в числі перших 25 вересня 1943 року під вогнем противника переправився через Дніпро. Взвод, закріпившись, забезпечив переправу батальйону. В бою за с. Бородаївка (Верхньодніпровський район Дніпропетровської обл.) взвод в рукопашній сутичці знищив велику кількість німців.
Звання Героя Радянського Союзу присвоєно 26 жовтня 1943 року.

## Нагороди
- Зірка Героя Радянського Союзу (26.10.1943)[1].
- Орден Леніна.
- Орден Вітчизняної війни 1 ступеня (06.04.1985)[2].
- Орден Червоної Зірки (08.09.1943)[3].
- Медалі.